# سكك حديد فلسطين فئة H
كانت "السكك الحديدية الفلسطينية فئة H" نوعًا من المحركات البخارية ذات الاستخدام المختلط ولها مقاييس قياسية، كانت تُستخدم في سكة حديد فلسطين العسكرية والشركتان اللاحقتان سكك حديد فلسطين والسكك الحديدية الإسرائيلية.

## الخلفية والتسليم
تأسست إدارة السكك الحديدية الفلسطينية (PMR)، التابعة للجيش البريطاني، خلال الحرب العالمية الأولى لتشغيل جميع السكك الحديدية في حملة سيناء وفلسطين التي قادتها بريطانيا وحلفاؤها. وقد ورثت الإدارة أسطولًا من القطارات بمقياس قياسي من سكك حديد سيناء التابعة لقوة التجريدة المصرية، والتي كانت تتألف في الأساس من فئتين من القطارات ذات العجلات 0-6-0 من القرن التاسع عشر التي تم استدعاؤها من سكك حديد بريطانيا: محركات الفحم من فئة LNWR بقطر 17 بوصة وفئة 395 من LSWR.  في فلسطين أثبتت محركات الفحم عدم الموثوقية ولم تكن أيًا من الفئتين قوية بما يكفي للحركة المرورية.
في عام 1918، سعت إدارة السكك الحديدية الفلسطينية (PMR) للحصول على فئة من 50 محركًا أكثر قوة ومناسبة للحركة المرورية المختلطة، لتحل محل محركات الفحم وتخصيص فئة 395 للمهام الخفيفة. ومع ذلك، كان بناؤو القطارات البريطانيون مشغولين جدًا بطلبات الحرب حتى لم يتمكن أي منهم من توريد فئة من 50 محركًا بسرعة كافية. 
قامت وزارة الحرب البريطانية (WD) بشراء ما لا يقل عن 70 محركًا بمقياس 4-6-0 من شركة (بالإنجليزية: Baldwin Locomotive Works) (BLW) في إديستون، بنسلفانيا في عام 1917. كانت تحمل أرقام WD 801-870 من نفس الفئة، حيث تم تجهيز بعضها بكابينات مستديرة لتناسب أفضل في المقياس الأوروبي. تم نقل جميعها إلى بلجيكا في نهاية الحرب العالمية الأولى وأصبحت من نوع SNCB/NMBS الفئة 40 في عام 1926.   قامت بسحب قطارات الركاب حتى عام 1962. وبالتالي، في عام 1918، قامت إدارة السكك الحديدية الفلسطينية بطلب دفعة من 50 محركًا من نفس الفئة 4-6-0 من شركة BLW.  ووصلت أولى العشرة إلى فلسطين في عام 1919 وتبعتها الدفعة المتبقية من 40 محركًا في عام 1920.  على غرار الدفعة التي تم إرسالها إلى أوروبا، حصلت هذه الدفعة على أرقام WD 871-920. 
في عام 1920، ألزمت مؤتمر سان ريمو المملكة المتحدة بالانتداب البريطاني على فلسطين، تم استبدال إدارة السكك الحديدية الفلسطينية بمؤسسة مدنية جديدة تسمى السكك الحديدية الفلسطينية، وقد تم تعيين محركات بالدوين فئة H لتلك المؤسسة. خلال العقد 1920، وجدت هذه الفئة من المحركات مناسبة لمعظم الأعمال باستثناء العمليات البسيطة وكانت قوية بما يكفي لمعظم حركة السكك الحديدية العادية في فلسطين.
جميع أعضاء الفئة كانت مصبوغة باللون الأسود أثناء الخدمة. اعتبارًا من عام 1944، تم رسم رقم كل محرك بأرقام كبيرة جدًا على جانب الجرار أو الخزان.

## التعديلات
عانت محطة القدس لخط يافا والقدس من ضيق المساحة، وبعد التحويل إلى مقاس قياسي لم يكن لديها مطلقًا وسيلة لتحويل محركات البخار 4-6-0. كان تشغيل المحركات بوضعية الجرار أمامًا غير مشهور في أي موقع، ولكن بشكل خاص على هذا المسار الذي يحتوي على منعطفات ضيقة ومنحدرات شديدة في تلال الخليل، لذا سعت السكك الحديدية الفلسطينية للحصول على محرك بخارية قوية بما يكفي للعمل. في عام 1922، قدمت السكك الحديدية الفلسطينية الفئة K من المحركات المائية 2-8-4T من شركة كيتسون وشركاه في إنجلترا، والتي كانت قوية بما يكفي لجر قطارات تزن 250 طنًا على منحدر بزاوية 2٪ (1 في 50) إلى القدس ولكن تعاني من انحرافات ناجمة عن ترتيب العجلات الثمانية المرتبطة. 
في عام 1926 أرسلت شركة السكك الحديدية الفلسطينية (PR) محركات القطارات من فئة H، وهي 895 و904 و905 و909 و915 و918، إلى شركة أرمسترونج ويتوورث في إنجلترا، حيث قامت ورش الشركة في سكوتسوود في نيوكاسل أبون تاين بتحويلها إلى محركات قطارات صهاريج من نوع 4-6-2T. قامت شركة السكك الحديدية الفلسطينية بإعادة ترقيمها بترتيب متتالي من 7 إلى 12 وأطلقت عليها اسم فئة H2. في صعود الشاهق إلى القدس، كانت هذه المحركات قادرة فقط على سحب قطارات تزن 200 طن مقارنة بـ 250 طنًا لفئة K، ولكن هذا كان أفضل ما يمكن تحقيقه بالإمكانيات المحدودة لشركة السكك الحديدية الفلسطينية. 
صنعت شركة بالدوين محركات من فئة H بصناديق نارية مستديرة الأعلى مصنوعة من الصلب،  ولكن شركة السكك الحديدية الفلسطينية وجدتها غير مرضية. لذا أرسلت ستة محركات إضافية من فئة H إلى شركة أرمسترونج ويتوورث التي قامت بتركيب صناديق نارية من النحاس بدلاً منها.  وفيما يتعلق بالمحركات الأخرى من فئة H، قامت شركة السكك الحديدية الفلسطينية بإجراء تعديلات بنفسها، حيث قامت بتركيب صناديق نارية من نوع بيلبير وتقليل عدد القباب من ثلاثة إلى اثنين. 
في عام 1933، أنشأت شركة السكك الحديدية الفلسطينية (PR) ورشات عملها الخاصة في مدينة حيفا. وفي الفترة من عام 1937 إلى عام 1938، وبمساعدة بعض الأجزاء المزودة من قبل شركة "ناسميث، ويلسون" في سالفورد،  قامت "ورشات قيشون" بتحويل المحركات رقم 881 و896 و897 و910 و912 إلى محركات صهاريج. قامت شركة السكك الحديدية الفلسطينية بتخصيص ترتيب عجلات 4-6-4T لهذه الدفعة، وقامت بترقيمها بترتيب متتالي من 13 إلى 17 وأطلقت عليها اسم فئة H3.

## السنوات الأخيرة

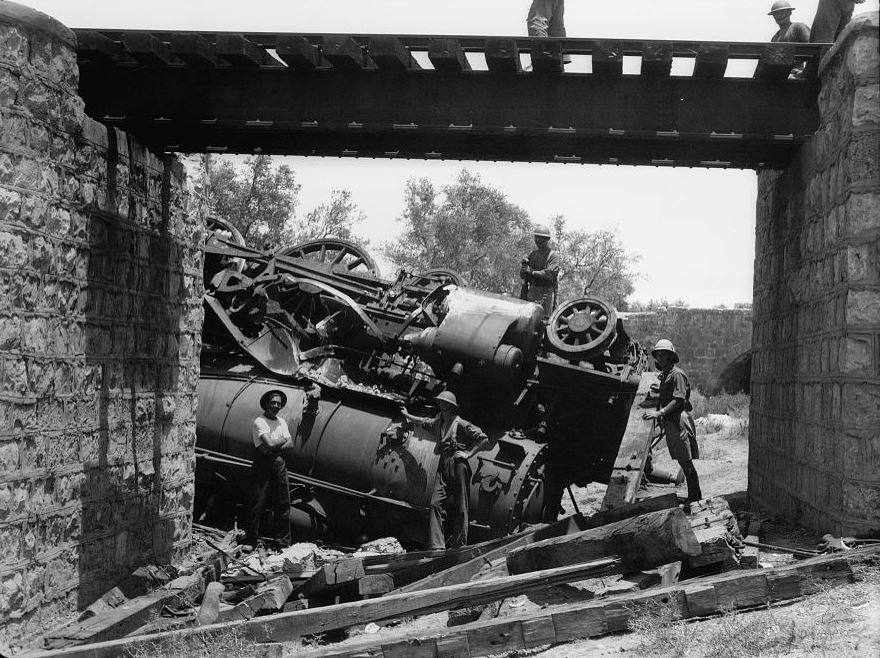
قاطرة من الفئة H حطمها الثورة العربية في فلسطين 1936-1939

في عام 1935، تم تخفيض دور محركات بالدوين من حركة القطارات الأكثر وزنًا بواسطة وصول ست محركات أكثر قوة من فئة P بترتيب عجلات 4-6-0 من "شركة القاطرات الشمالية البريطانية" في غلاسكو، اسكتلندا.  خلال الحرب العالمية الثانية، نقلت شركة السكك الحديدية الفلسطينية كميات متزايدة من الشحنات العسكرية البريطانية. قامت "إدارة الحرب" بنقل أثقل القطارات، وتم استخدام محركات بالدوين بشكل مكثف أيضًا وفي عام 1942 تعرضت ستة منها لحوادث. على سبيل المثال، تم تدمير المحرك رقم 888 (رقم الورشة 50354) في حادث اصطدام وجهي في غزة، وتم تفكيك بقاياه بعد عامين. 
كانت شركة السكك الحديدية الفلسطينية تزود محركاتها بفحم من ويلز،  ولكن في يونيو 1940، أعلنت إيطاليا الحرب على الحلفاء، مما جعل البحر الأبيض المتوسط خطيرًا للغاية بالنسبة للسفن التجارية البريطانية. لذلك، بدأت شركة السكك الحديدية الفلسطينية في تحويل محركاتها لاستخدام الزيت كوقود، ولكنها لم تكمل برنامج التحويل حتى عام 1943. 
على الرغم من وجود محركات NBL 4-6-0 و8F 2-8-0 الأكثر قوة، إلا أن محركات بالدوين ظلت تُعتبر أكثر المحركات انتشارًا في شركة السكك الحديدية الفلسطينية بعد الحرب العالمية الثانية، وكانت تُستخدم في جميع المهام. خلال حرب فلسطين في الفترة من عام 1947 إلى عام 1949، كانت شركة السكك الحديدية الفلسطينية هدفًا محددًا للتخريب.
بعد انسحاب المملكة المتحدة من الانتداب البريطاني على فلسطين في مايو 1948، تم تضمين كلٍ من المحركات الستة من الفئة H2 والخمسة من الفئة H3 والـ 33 المحافظة من فئة H في مخزون سكك حديد إسرائيل. كانت محركات بالدوين مصممة بتصميم بسيط وقوي ولكنها لم تكن تهدف إلى الاستمرار لفترة طويلة بشكل خاص، ولكن البريطانيين والإسرائيليين حصلوا على خدمة جيدة منها لمدة 40 عامًا. 
بحلول عام 1956، استحوذت محركات الديزل على خدمات الخطوط الرئيسية وكانت أعمال البخار محصورة إلى حد كبير في الجزء الأوسط من البلاد حول اللد (اللد سابقًا). ظل عدد من Baldwins في الخدمة حتى عام 1959 وواحد، H class no. 901 (أعمال BLW رقم 50454) كانت لا تزال في حركة المرور بعد ستة أشهر من انتهاء البخار في قطار إسرائيل رسميًا في ذلك العام. ألغيت جميع عربات السكك الحديدية الإسرائيلية البالغ عددها 44 بحلول عام 1960.
بحلول عام 1956، استحوذت محركات الديزل على خدمات الخطوط الرئيسية واقتصر استخدام البخار بشكل كبير على الجزء الوسطى من البلاد حول اللد،  واستمرت عدد من محركات بالدوين في الخدمة حتى عام 1959، واحدة منها، المحرك رقم 901 من الفئة H (رقم الورشة لبالدوين 50454) كانت لا تزال تعمل بعد ستة أشهر من انتهاء فترة استخدام البخار رسميًا في سكك حديد إسرائيل في ذلك العام.  تم تفكيك كل 44 من محركات بالدوين التابعة لسكك حديد إسرائيل بحوالي عام 1960.